# 臺灣商務印書館
臺灣商務印書館，簡稱臺灣商務或商務印書，是一家臺灣的出版零售業者，其前身是1947年10月在臺灣臺北市設立的「商務印書館臺灣分館」。

## 沿革

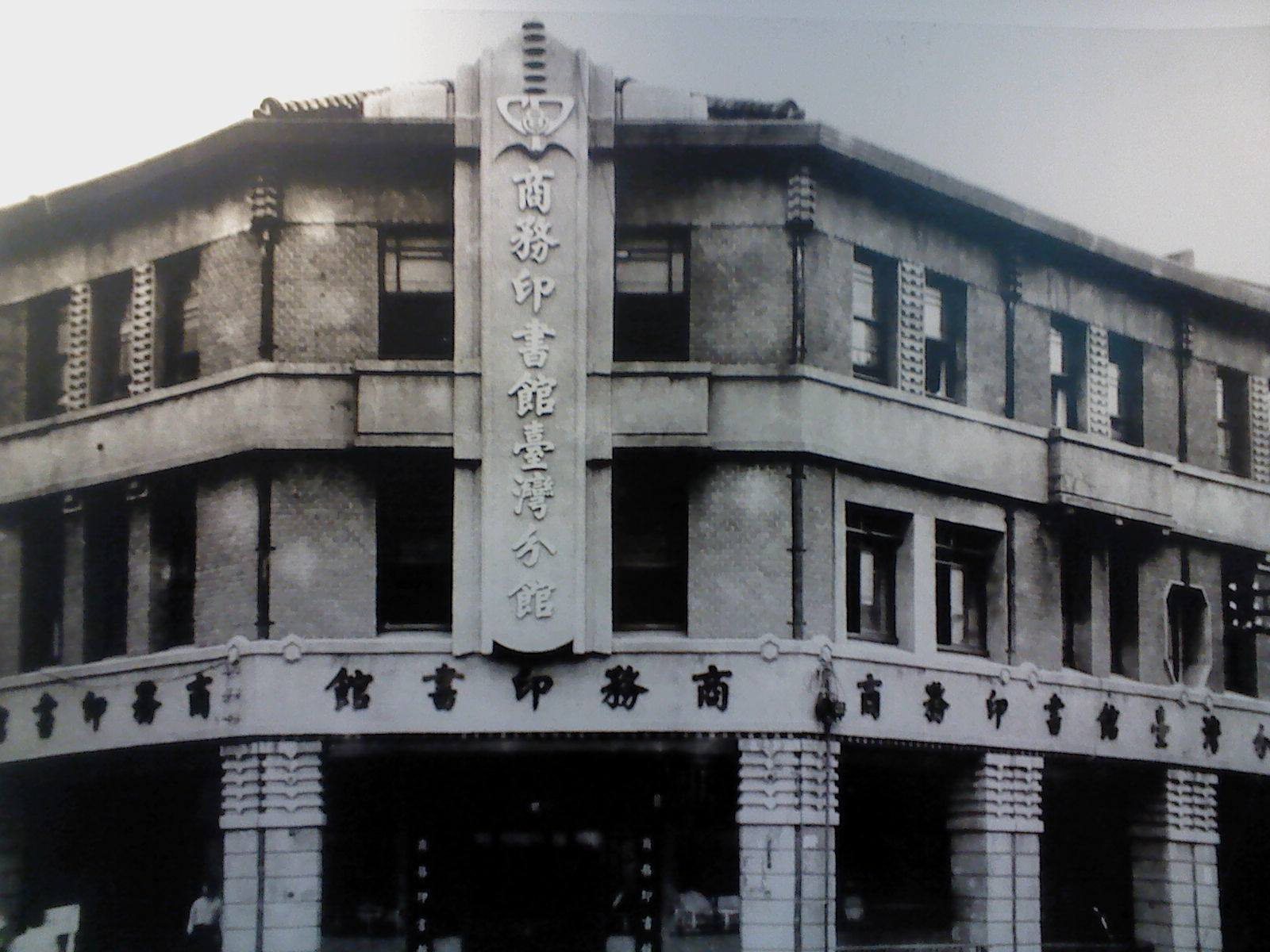
改建前的商務印書館臺灣分館

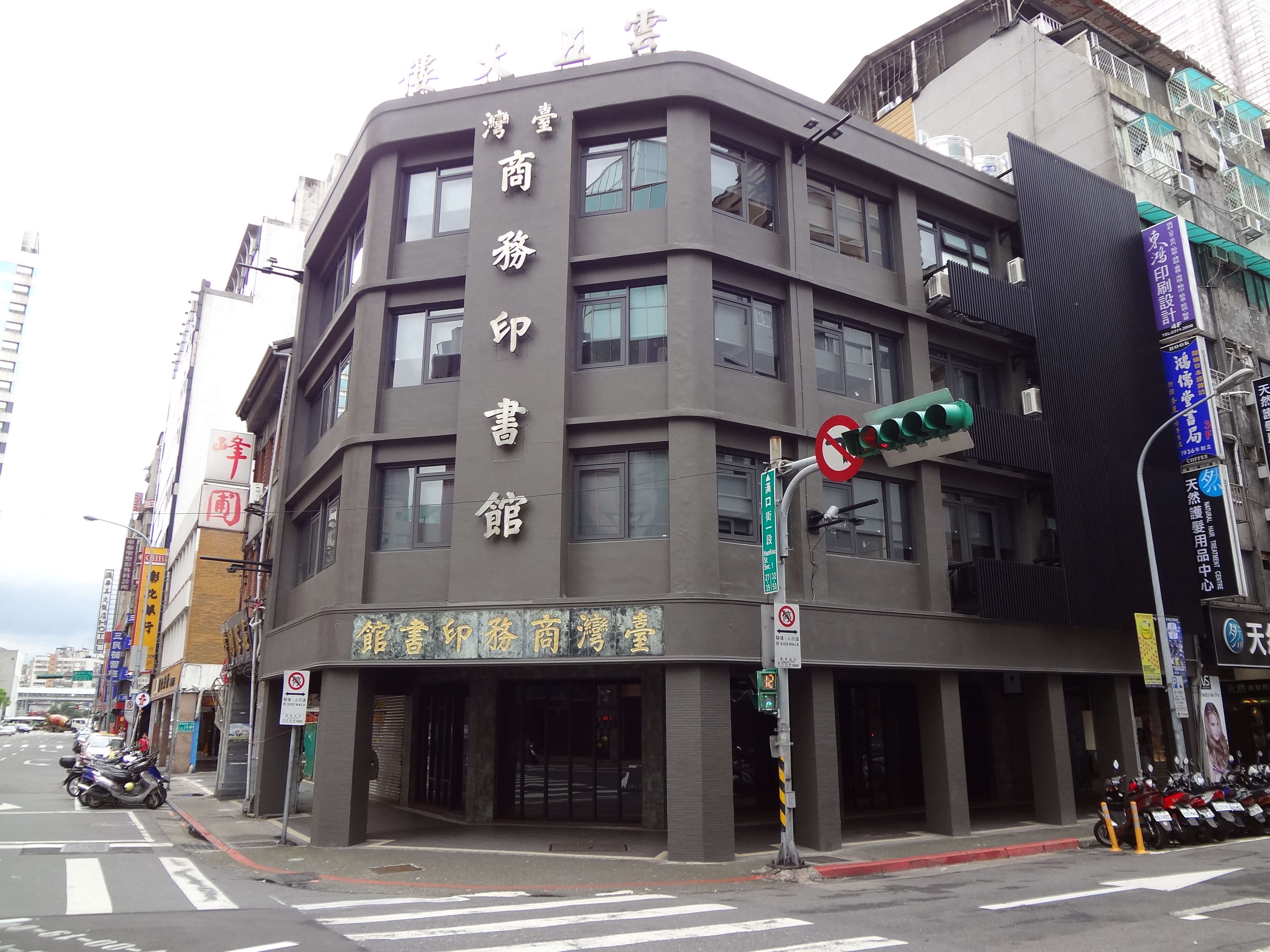
雲五大樓

1945年第二次世界大戰後，臺灣日治時期結束，中華民國大陸時期的大出版社紛紛來臺灣設立分店。
1947年9月，商務印書館遣福州分館經理葉有楳來臺籌設分支。1947年10月，商務印書館購得臺北市城中區重慶南路一段37號一棟三層磚木造房屋，並予以營修，作為臺灣分館預定地。
1948年初，「商務印書館臺灣分館」開業，販售由商務印書館上海本部運來的圖書、文具儀器等，然而數量與種類皆不多，且無自己的出版業務。
1949年，中華人民共和國成立，上海商務旋即停止對臺灣分館發貨。面臨無書可賣的情況，商務印書館臺灣分館經理趙叔誠決定開展編輯、印刷業務，從一個販售處轉型為獨立編印的出版社。商務印書館臺灣分館在蔣中正政府要求下，脫離總館獨立，改名「臺灣商務印書館」迄今，英文名稱與總部地址均未改。1950年10月10日，臺灣商務印書館完成公司登記。
商務印書館以編譯教科書起家，來臺初期十餘年，在臺灣分館經理趙叔誠規劃下，以再版大陸時期的出版品與教科書為主。
1964年，原商務印書館總經理王雲五出任臺灣商務印書館董事長，並訂定新出版藍圖，重視巨部古籍叢書的印行、重版書籍以及新舊書籍參錯的叢書《人人文庫》。古籍印行無著作權限制，可免去許多成本，同時呼應中華文化復興運動，故成為當時出版主流。
1968年，臺灣商務印書館總部改建為鋼筋水泥四層樓，稱為「雲五大樓」。
1979年8月14日，王雲五病逝於臺北市，享年92歲。1979年至2002年，劉發克出任臺灣商務印書館董事長，帶領臺灣商務印書館開始轉型。2002年5月，劉發克退休，王雲五之子王學哲出任臺灣商務印書館董事長。2011年，施嘉明出任臺灣商務印書館董事長，王雲五長孫王春申接任臺灣商務印書館副董事長。
臺灣商務印書館出版大量學術書，影印出版全部文淵閣《四庫全書》，影印出版中華民國教育部1947年重版《國語辭典》，1981年為中華民國教育部排印出版《重編國語辭典》。

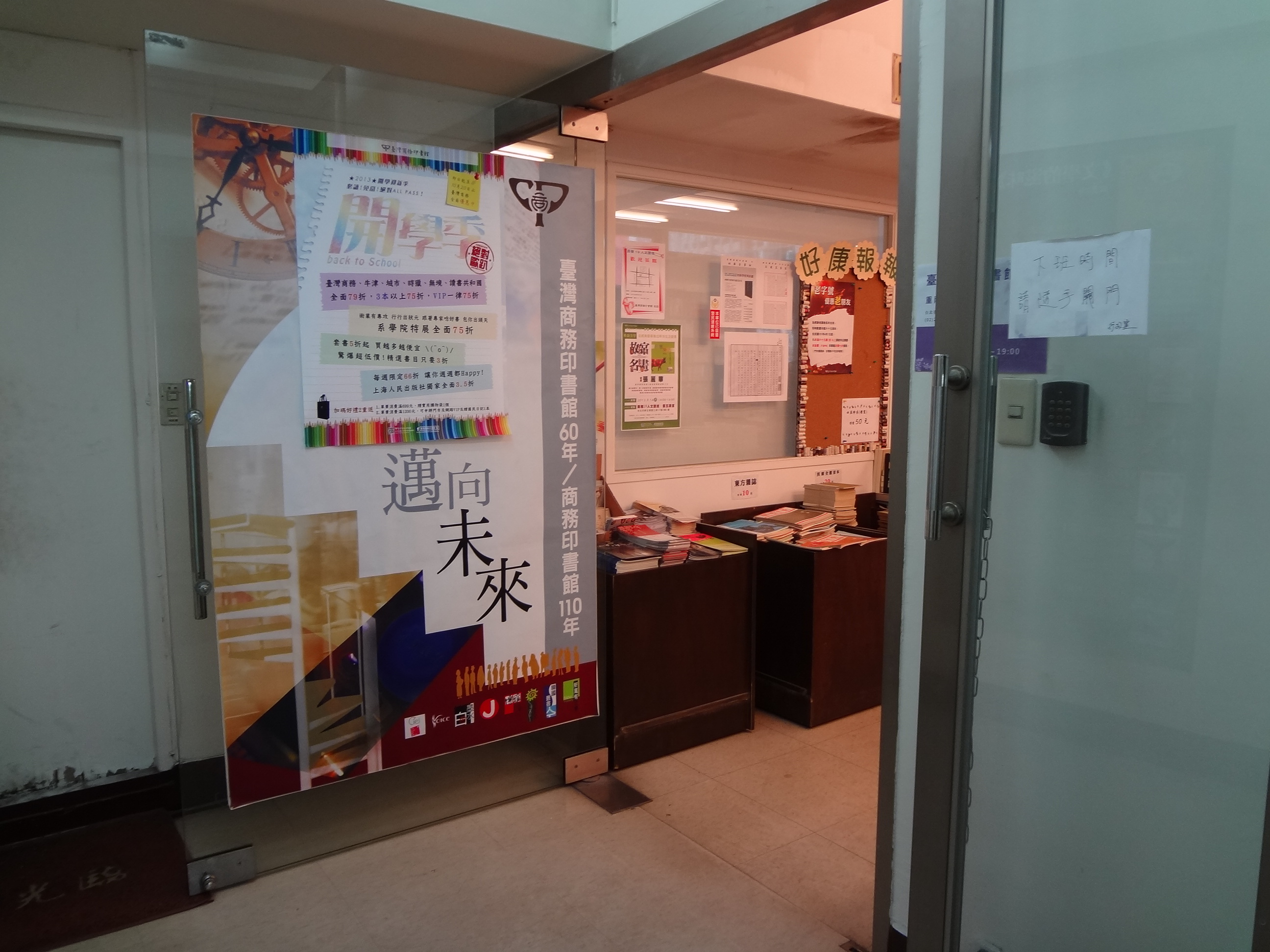
重南門市

2010年1月14日，臺灣商務印書館第二門市於臺北市重慶南路一段143號1樓開幕。2010年8月8日，位於雲五大樓1樓的臺灣商務印書館門市部結束營業，臺灣商務印書館門市部搬遷至第二門市。
2011年，《科學月刊》與臺灣商務印書館合作出版叢書《商務科普館》。2011年8月，臺灣商務印書館與聯合新聞網合作發行的電子報《重南參柒電子報》創刊。2011年8月25日，臺灣商務印書館總編輯方鵬程證實，雲五大樓改建案兩年多前便談妥，拆除後將改建為地上十五層、地下四層的住商混合大樓，但目前還在建築執照申請程序中，拆遷時間未定，外牆拆下的「臺灣商務印書館」及「雲五大樓」鑄字招牌將收藏在臺北市新生南路三段19巷王雲五紀念館。2012年6月28日，《重南參柒電子報》停刊。2012年12月28日，臺灣商務印書館第二門市結束營業，重南門市在雲五大樓2樓開幕。

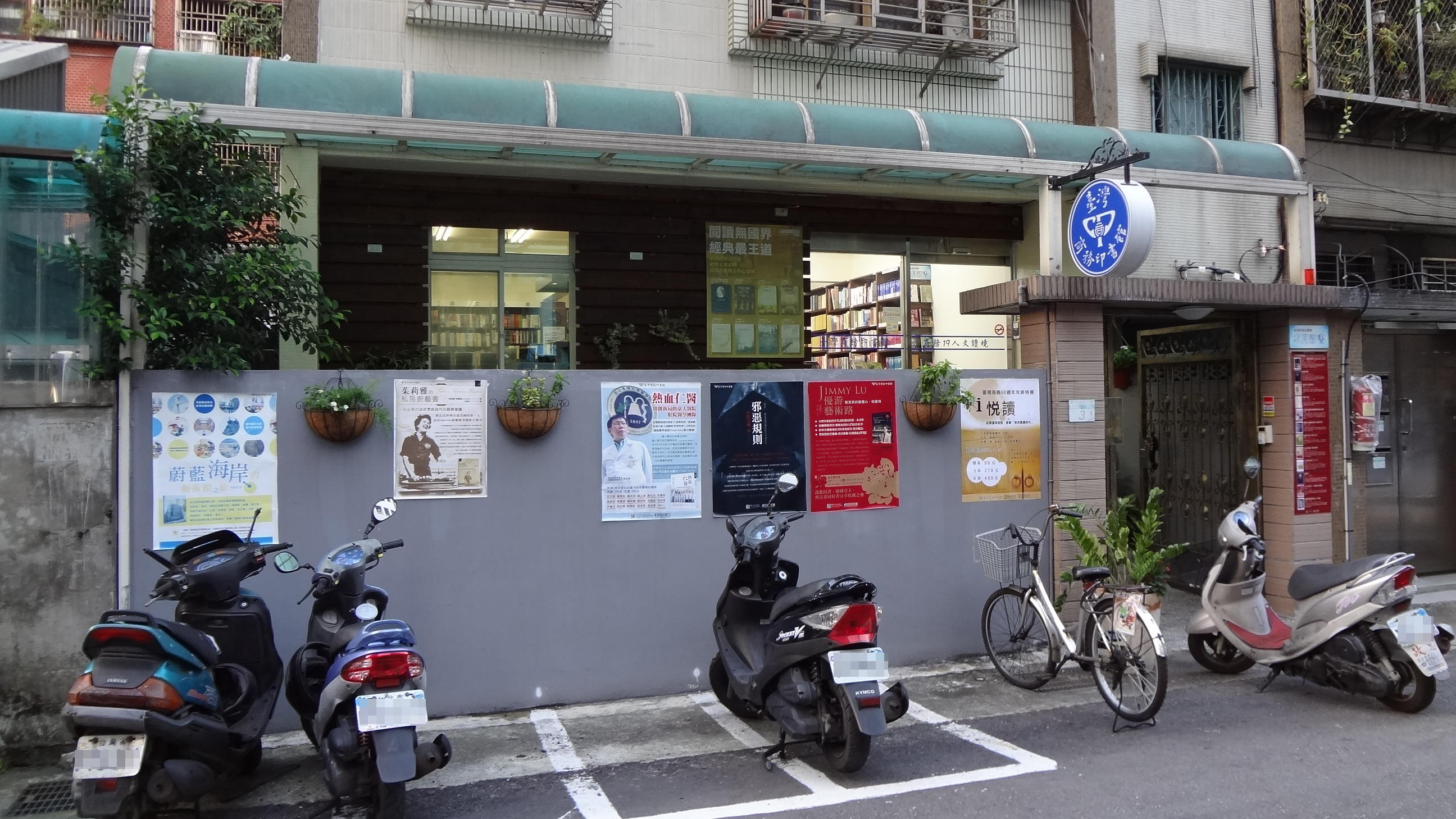
新南門市

2013年3月22日，臺灣商務印書館新南門市在臺北市大安區新生南路三段19巷3號1樓開幕，名為「商務十九人文讀境」，曾經是王雲五的藏書室，斜對面即是王雲五紀念館。
2014年6月，王春申接任臺灣商務印書館董事長。2014年10月12日是臺灣商務印書館新南門市營業的最後一天。2014年12月3日是臺灣商務印書館在雲五大樓營業的最後一天，臺灣商務印書館舉行搬遷特賣，雲五大樓外牆的「臺灣商務印書館」及「雲五大樓」鑄字招牌原地保留。2014年12月8日，臺灣商務印書館總部及門市改在新北市新店區復興路43號8樓（正中科技大樓）繼續營業。2018年1月3日，臺灣商務印書館復興路門市結束營業。2018年1月15日，臺灣商務印書館總部及門市搬遷至新北市新店區民權路108之3號5樓。

## 歷任董事長
1. 王雲五
2. 劉發克
3. 王學哲
4. 施嘉明
5. 王春申

## 外部連結
- 官方网站
- 臺灣商務印書館的Facebook專頁
- YouTube上的臺灣商務印書館頻道
- 臺灣商務印書館 （页面存档备份，存于） - 中央研究院數位文化中心「思想，重慶南路」特展